# Медвежьи игрища
"Медвежьи игрища" – основной обряд народа ханты. Главным персонажем "медвежьих игрищ" является медведь, именно ему поклоняются собравшиеся, демонстрируя песни, танцы и небольшие сценические действия. Он устраивается по случаю добычи медведя и длится от 4 до 5 дней (в зависимости от пола медведя). Завершается событие согласием зверя стать защитником и покровителем.

## История

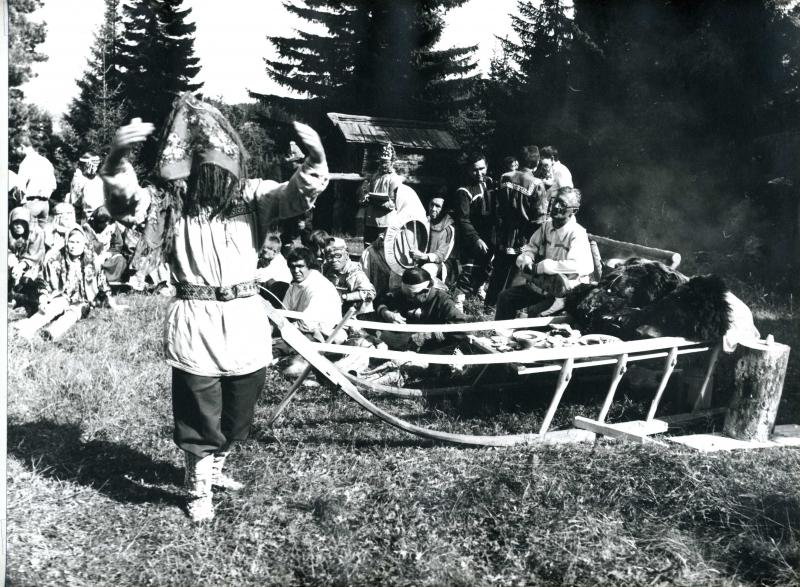
Обряд "Медвежьи игрища" в прошлом.

Медведь в миропонимании хантов — это не только лесной зверь, но и небесное существо, и родственник людей. Количество душ у медведя такое же, как у человека: пять – у самца (как у мужчины) и четыре – у самки (как у женщины), этим и определяется длина обряда.
Культ медведя ранее был распространен повсеместно, но сегодня сохранился в полной мере только на территории Ханты-Мансийского Автономного Округа-Югры.
История почитания медведя прослеживается с начала III тысячелетия до н.э., этим периодом датированы наскальные изображения медведя. V веком нашей эры датируются: металлические бляхи и, отлитые в форме медведя, фигурки.
Обряд «Медвежьи игрища» устраивается по случаю добычи медведя, голова которого в жертвенной позе располагается в, мужской части дома. Чествуют зверя в течение 4 или 5 дней. В этот период в определенной последовательности мужчины, наряжаясь в специальную одежду, изображают духов-покровителей, сверхъестественных существ, людей с реки Печоры, исполняя песни, танцы и сценические диалоговые действия от лица персонажей.
Историю жизни главного персонажа можно узнать из песен, входящих в репертуар обряда. В мифе о спуске медведя на землю рассказывается о жизни зверя у своего отца Великого Торума. Глядя вниз, он хотел познать манящую и загадочную земную жизнь. После долгих уговоров отец разрешает ему уйти в мир людей. Но сын Небесного отца Торума нарушил правила и стал смертным, как и все живые существа на земле. И чтобы Медведь вновь смог подняться вверх, к своему отцу, люди, приехавшие на праздник, должны совершить ритуальные действия отражающие ценности и нормы сосуществования в обществе, природе. Исполняемые песни, танцы, сценки отмечаются на специальной палочке - шемлаӈ юх, количество которых может доходить до 500. В обряде применяют особый «медвежий язык». После завершения обряда начинается траур, который длится 4-5 дней, в этот период люди обращают добрые помыслы Матери Земле и верховному отцу Торуму.

## Состояние обряда в наше время

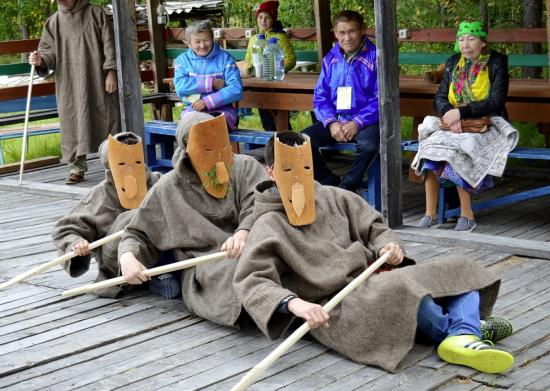
Обряд "Медвежьи игрища". Наши дни

Обряд «медвежьи игрища» остается одним из самых важных обрядов в жизни ханты. В ХМАО-Югре оказывается большая поддержка его сохранению и развитию. В настоящее время полным репертуаром обряда владеют мастера фольклора: Тимофей Алексеевич Молданов, Андрей Александрович Ерныхов и Яков Никифорович Тарлин, которые передают свои знания новым ученикам, сохраняя традиции.
В 2016 году объект «Обрядовый комплекс северных хантов «Медвежьи игрища» признан нематериальным наследием и внесен в Каталог объектов нематериального культурного наследия народов России.
Ежегодно обряд проводится в Окружном Доме народного творчества, северной и восточной части автономного округа.
В Ханты-Мансийске действует Окружная школа Медвежьих игрищ, где проводятся занятия по изучению обряда для всех возрастов.
Выставочные экспозиции Обряда «Медвежьи игрища» представлены в фондах Окружного Дома народного творчества и государственных музеях столицы Югры